# Peter Kent
Peter Kent, właśc. Peter Hedrich (ur. 6 września 1948 w Herten) – niemiecki piosenkarz stylu pop i producent muzyczny. Największe sukcesy odnosił w pierwszej połowie lat 80. ubiegłego stulecia.
Głównie znany jest z takich przebojów jak: "It's A Real Good Feeling" (1980), "For Your Love" (1981), "You're All I Need" (1980), "Stop 'n' Go" (1981).
W latach 1986–1997 tworzył duet z hiszpańską piosenkarką Luisą Fernandez, z którą nagrał kilka płyt.

## Dyskografia
Albumy solowe
- 1980 – The Dream Machine Part 1&2

Albumy w duecie z Luisą Fernandez
- 1987 – LP
- 1987 – The Maxi-Hits
- 1989 – Y Tu
- 1992 – Ambiente
- 1996 – Mar Y Sol

Single solowe
- 1979 "It's A Real Good Feeling"
- 1980 "You're All I Need"
- 1980 "For Your Love Part 1 & 2"
- 1981 "Stop 'N' Go"
- 1981 "This Is My Symphony"
- 1982 "The Price Of Love / For You"
- 1982 "Non Stop Magic / Take A Ride On The Peace Train"
- 1982 "Take A Ride On The Peace Train"
- 1983 "Heart On Fire / Magic Touch"
- 1985 "Sunshine Bay"

Single w duecie z Luisą Fernandez
- 1986 "Solo Por Ti"
- 1987 "Con Esperanza"
- 1989 "Y Tu"
- 1986 "Porque No"
- 1990 "La Luna Lila (Purple Moon)"
- 1991 "Illusion (Ilusión)"
- 1992 "Perdona"
- 1992 "Fiesta Del Sol"
- 1993 "Viva"